# Lomtjärnen (Lekvattnets socken, Värmland)
Lomtjärnen är en sjö i Torsby kommun i Värmland och ingår i Göta älvs huvudavrinningsområde.